# Les Allois
Les Allois est une ancienne commune française située dans le département de la Haute-Vienne en région Nouvelle-Aquitaine.

## Toponymie
Pendant la révolution française, en l'An II, la commune fut nommée Les Alloix, puis, en 1801, lors de la publication du bulletin des lois, la commune prit son nom définitif Les Allois

## Histoire

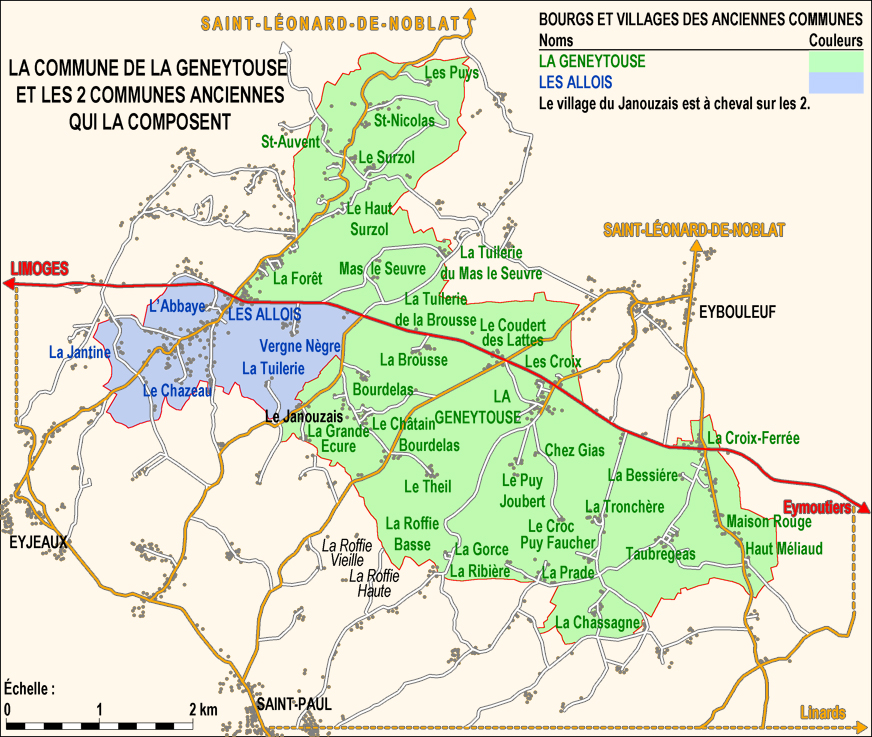
Territoire communal des Allois.

Les premières traces d’existence des Allois remontent au XIIe siècle, avec l'Abbaye des Allois.
La commune fut rattachée à La Geneytouse en 1821.

## Lieux et monuments
- les ruines de l'abbaye des Allois[3]
- la chapelle Notre-Dame (1949)[4]
- l'ancienne école primaire (1888)[5]

## Pour approfondir